# Dale Earnhardt

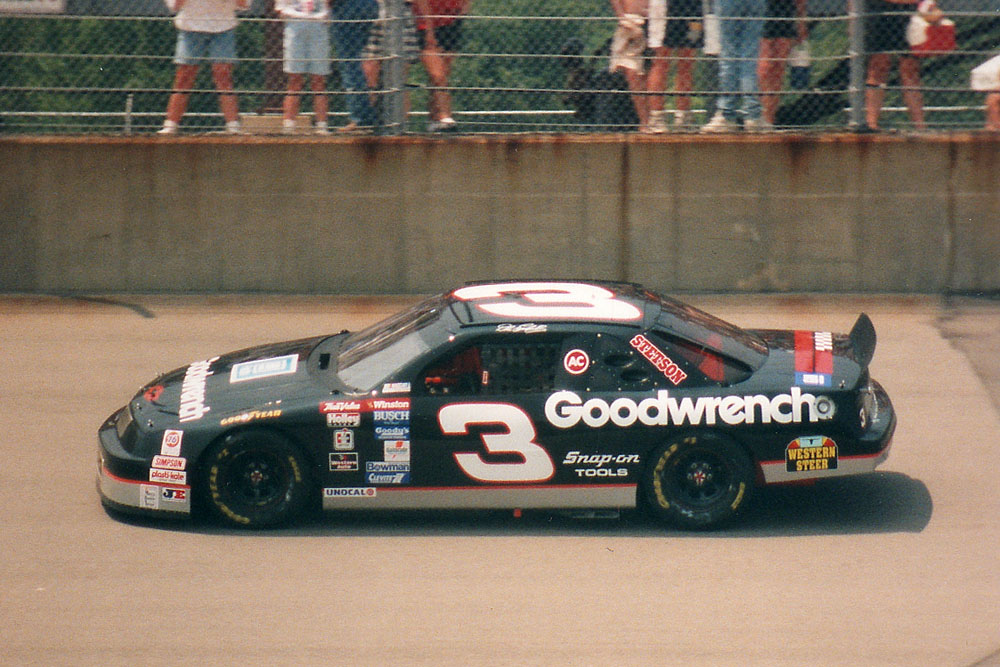
Earnhardt in Michigan, 1994

Ralph Dale Earnhardt (Kannapolis (North Carolina), 29 april 1951 - Daytona Beach, 18 februari 2001) was een Amerikaans autocoureur. Hij won de Winston Cup, het belangrijkste NASCAR kampioenschap zeven keer in zijn carrière. Hij overleed aan de gevolgen van een ongeval tijdens de Daytona 500 van 2001. Zijn zoon Dale Earnhardt jr. racet vanaf 1999 in de Winston Cup, later bekend als de Sprint Cup Series.

## Carrière
Earnhardt reed vanaf 1979 een volledig programma in de NASCAR Winston Cup. Tijdens dat eerste jaar won hij de race op de Bristol Motor Speedway en werd hij Rookie van het jaar. Het volgende jaar won hij vijf races en won hij voor de eerste keer het kampioenschap. Hij won tijdens zijn carrière zeven titels en is daarmee co-recordhouder met Richard Petty, die ook zeven titels won.
Earnhardt won tien keer op de Talladega Superspeedway, een van superspeedways die traditioneel twee keer per jaar op de Sprint Cup kalender staat. De Daytona 500, de belangrijkste race van het jaar kon hij maar één keer winnen, in 1998. Tijdens de Daytona 500 van 2001 kwam hij om het leven. Tijdens de laatste ronde van de race reden Michael Waltrip en zijn zoon Dale Earnhardt jr., beiden coureurs die bij Earnhardts eigen team reden, op plaatsen één en twee. Hijzelf reed op dat moment op de derde plaats en hield de tegenstand tegen en wat een volledig podium voor zijn team kon zijn, eindigde slecht. Toen Waltrip en Earnhardt jr. naar de finish reden, reed Earnhardt sr. in de muur waarna hij aangereden werd door een andere wagen. Enkele uren later kwam de officiële mededeling dat hij aan zijn verwondingen overleden was.
Earnhardt won 76 races in de Winston Cup, vertrok 22 keer vanaf poleposition en won de titel zeven keer. In de NASCAR Nationwide Series won hij 21 races en in de NASCAR Craftsman Truck Series won hij één race uit twee deelnames. In 2006 werd hij postuum opgenomen in de International Motorsports Hall of Fame.

## Resultaten in de NASCAR Sprint Cup
Sprint Cup resultaten (aantal gereden races, polepositions, gewonnen races en positie in het kampioenschap)
| Jaar | Races | Poles | Wins | Rank |
| ---- | ----- | ----- | ---- | ---- |
| 1975 | 1     | 0     | 0    | -    |
| 1976 | 2     | 0     | 0    | 103e |
| 1977 | 1     | 0     | 0    | 118e |
| 1978 | 5     | 0     | 0    | 43e  |
| 1979 | 27    | 4     | 1    | 7e   |
| 1980 | 31    | 0     | 5    | 1e   |
| 1981 | 31    | 0     | 0    | 7e   |
| 1982 | 30    | 1     | 1    | 12e  |
| 1983 | 30    | 0     | 2    | 8e   |
| 1984 | 30    | 0     | 2    | 4e   |
| 1985 | 28    | 1     | 4    | 8e   |
| 1986 | 29    | 1     | 5    | 1e   |
| 1987 | 29    | 1     | 11   | 1e   |
| 1988 | 29    | 0     | 3    | 3e   |
| 1989 | 29    | 0     | 5    | 2e   |
| 1990 | 29    | 4     | 9    | 1e   |
| 1991 | 29    | 0     | 4    | 1e   |
| 1992 | 29    | 1     | 1    | 12e  |
| 1993 | 30    | 2     | 6    | 1e   |
| 1994 | 31    | 2     | 4    | 1e   |
| 1995 | 31    | 3     | 5    | 2e   |
| 1996 | 31    | 2     | 2    | 4e   |
| 1997 | 32    | 0     | 0    | 5e   |
| 1998 | 33    | 0     | 1    | 8e   |
| 1999 | 34    | 0     | 3    | 7e   |
| 2000 | 34    | 0     | 2    | 2e   |
| 2001 | 1     | 0     | 0    | 57e  |